# Județul Alytus
Alytus este un județ în Lituania.

## Orașe
- Alytus - reședința județului
- Druskininkai
- Varėna
- Lazdijai
- Simnas

1. ↑  Enciclopedia Sapere
2. ↑  Visuotinė lietuvių enciklopedija